# Union City (Oklahoma)
Union City és un poble dels Estats Units a l'estat d'Oklahoma. Segons el cens del 2000 tenia 1.375 habitants.

## Demografia
Segons el cens del 2000, Union City tenia 1.375 habitants, 483 habitatges, i 377 famílies. La densitat de població era de 9 habitants per km².
Dels 483 habitatges en un 36,9% hi vivien nens de menys de 18 anys, en un 65% hi vivien parelles casades, en un 8,1% dones solteres, i en un 21,9% no eren unitats familiars. En el 18% dels habitatges hi vivien persones soles el 6,8% de les quals corresponia a persones de 65 anys o més que vivien soles. El nombre mitjà de persones vivint en cada habitatge era de 2,68 i el nombre mitjà de persones que vivien en cada família era de 3,05.
Per edats la població es repartia de la següent manera: un 30,8% tenia menys de 18 anys, un 8,5% entre 18 i 24, un 26,9% entre 25 i 44, un 24,9% de 45 a 60 i un 8,9% 65 anys o més.
L'edat mediana era de 35 anys. Per cada 100 dones de 18 o més anys hi havia 104,7 homes.
La renda mediana per habitatge era de 40.819 $ i la renda mediana per família de 47.417 $. Els homes tenien una renda mediana de 33.646 $ mentre que les dones 22.039 $. La renda per capita de la població era de 17.020 $. Entorn del 7,4% de les famílies i el 8,3% de la població estaven per davall del llindar de pobresa.

## Poblacions més properes
El següent diagrama mostra les poblacions més properes.